# Mingenew
Mingenew is een plaats in de regio Mid West in West-Australië. Het staat bekend om zijn grote graanopslagcapaciteit en wilde bloemen.

## Geschiedenis
De oorspronkelijke bewoners van de streek zijn de Amangu Aborigines.
De eerste Europese ontdekkingsreizigers die de streek bezochten waren Augustus Charles en Francis Thomas Gregory in 1846. Ze ontdekten daarbij twee kolenaders in de omgeving van de rivier Irwin en gebieden die geschikt waren voor landbouw.
In 1851 namen Samuel Pole Phillips en Edward Hamersley de eerste pastorale lease op om runderen en schapen te kweken. De streek werd toen nog het Irwin District genoemd naar de rivier. De naam Mengenew Spring werd voor het eerst vermeld in 1856. Het is vermoedelijk afgeleid van het aborigineswoord mininoo wat "plaats van vele waters" betekent.
De landbouw deed het goed door de nabijheid van vele bronnen en kwellen in de streek. Dankzij de vondst van goud op het einde van de 19e eeuw in West-Australië was er geld om de economie te stimuleren. In 1891 werd de Midland Railway tussen Walkaway en Mingenoo Springs aangelegd. Er werd dat jaar ook goud gevonden langs de rivier Murchison. Mingenoo Springs werd een knooppunt voor het transport en de handel in grondstoffen en landbouwproducten. Het belang van de streek steeg en Samuel James Phillips, zoon van de oorspronkelijke leasehouder, verkavelde datzelfde jaar nog een deel van de lease. In 1892 stonden er reeds twee hotels en drie winkels. De overheidsschool, waar later de Mingenew Historical Society in zou huizen, werd gebouwd in 1894. Ook het spoorwegstation en postkantoor van Mingenew werden dat jaar geopend. De Midland Railway werd tegen 1894 tot Midland Junction doorgetrokken.
In 1898 werden een politiekantoor en kwartieren gebouwd. De Littlewell Aboriginal Reserve werd in dat jaar opgericht. Hier bracht men tot in 1972 de Aborigines, die op de landbouwstations in de streek werkten, in slechte omstandigheden onder. Na het sluiten van de Mingenew Aboriginal Reserve werden de Aborigines ondergebracht in accommodatie in Mingenew.
In 1906 verkavelde de overheid grondgebied grenzend aan Phillips verkaveling en werd Mingenew officieel gesticht. De goudindustrie ging achteruit maar Mingenew gedijde door haar op landbouw gerichte economie. Op 12 december 1919 werd het Mingenew Road District opgericht. Het plaatsje kreeg in 1936 een hospitaal. Het deed tot 1977 dienst waarna het door een nieuw gebouw werd vervangen. Tijdens de Tweede Wereldoorlog werd het een tijd door het leger overgenomen. In 1964 werden een nieuw politiekantoor en gerechtsgebouw geopend. Het Mingenew Road District werd dat jaar vervangen door de Shire of Mingenew. De WAGR nam Midland Railway over en lanceerde op 2 september 1964 The Midlander die tot 28 juli 1975 zou rijden. In 1980 werd een gevangenis bij het politiekantoor gebouwd.
In het begin van de 20e eeuw startten de Amungu een native title-eis op. Er was echter onderlinge onenigheid. De Mullewa Wadjari en Widi Mob dienden daarenboven overlappende native title-eisen in. In 2016 trokken beide groepen zich echter terug. De Amungu native title-eis werd aangepast en vervangen door de Wilunyu native title-eis. In 2017 werd deze samengevoegd met de Naaguja native title-eis en op 3 april 2017 werd deze als de Southern Yamatji native title-eis aan de Federal Court of Australia voorgelegd. In 2019 werd een principeakkoord bereikt over de samenvoeging van de Yamatji Nation, Southern Yamatji, Hutt River, Mullewa Wadjari en Widi Mob native title-eisen.

## Beschrijving
Mingenew is het administratieve en dienstencentrum van het lokale bestuursgebied Shire of Mingenew. Het is een verzamel- en ophaalpunt (ooit het grootste van West-Australië) voor de oogst van de graanproducenten uit de streek die verenigd zijn in de coöperatieve CBH Group.
In 2021 telde Mingenew 258 inwoners, tegenover 283 in 2006. Ongeveer 10% is van afkomst Aborigines.

## Toerisme
De streek staat vooral bekend voor haar wilde bloemen:
- In het Cecil Newton Park bevinden zich de Wheat Stalk Sculpture en de Glacial Boulder. Deze laatste stamt uit het Perm en werd vanuit de Nangetty-heuvels overgebracht.
- De Church of St Joseph is een katholieke kerk gebouwd in 1908.
- Het Mingenew Museum is een streekmuseum met onder meer aboriginesartefacten, foto's, rariteiten en twee schuren met landbouwmachines.
- Vanop Mingenew Hill heeft men een panoramisch uitzicht over Mingenew en de omgeving.
- Rondom Depot Hill, zo genoemd door de broers Gregory omdat ze er hun voorraden hadden begraven, kan men tijdens het seizoen wilde bloemen bekijken.
- Ook het Coalseam Conservation Park staat bekend voor zijn wilde bloemen. Het kreeg zijn naam doordat de broers Gregory er in 1846 kolenaders ontdekten.
- De Mingenew Wildflower Walk vertrekt aan het Mingenew Recreation Centre.
- De Littlewell-Mingenew Aboriginal Reserve trail beschrijft de geschiedenis van de families die tussen 1930 en de jaren 1970 in het reservaat leefden.[22][23]

## Transport
Mingenew ligt 383 kilometer ten noorden van Perth en 119 kilometer ten zuidoosten van Geraldton, langs de Midlands Road, onderdeel van State Route 116, die Brand Highway met de Great Northern Highway verbindt. Transwa verzorgt viermaal per week de N2 busdienst tussen Perth en Geraldton over Moora. De busdienst houdt halt in Mingenew.
Over de Midland Railway werden tot 1975 reizigersdiensten verzorgd. Sindsdien wordt de spoorweg enkel nog gebruikt voor het vervoer van graan door de CBH Group.

## Klimaat
Mingenew kent een warm steppeklimaat, BSh volgens de klimaatclassificatie van Köppen.
De gemiddelde jaarlijkse neerslag bedraagt ongeveer 400 mm. De gemiddelde jaarlijkse temperatuur ligt rond 20 °C.
| Maand                                  | jan  | feb  | mrt  | apr  | mei  | jun  | jul  | aug  | sep  | okt  | nov  | dec  | Jaar |
| -------------------------------------- | ---- | ---- | ---- | ---- | ---- | ---- | ---- | ---- | ---- | ---- | ---- | ---- | ---- |
| Gemiddeld maximum (°C)                 | 36,4 | 36,3 | 34,1 | 27,9 | 23,8 | 20,1 | 19,1 | 19,7 | 22,5 | 26,8 | 30,5 | 34,8 | 27,7 |
| Gemiddeld minimum (°C)                 | 18,6 | 19,2 | 17,8 | 14,0 | 10,6 | 8,9  | 7,2  | 6,9  | 7,6  | 10,5 | 13,1 | 16,8 | 12,6 |
|                                        |      |      |      |      |      |      |      |      |      |      |      |      |      |
| Neerslag (mm)                          | 9,7  | 11,9 | 16,8 | 21,7 | 55,1 | 80,7 | 75,8 | 56,3 | 32,3 | 19,1 | 10,2 | 6,4  | 396  |
| Regendagen (dag)                       | 1,1  | 1,3  | 1,6  | 2,8  | 5,7  | 7,8  | 8,4  | 7,3  | 5,1  | 3,1  | 1,7  | 1,0  | 46,9 |
| Bron: Australian Bureau of Meteorology |      |      |      |      |      |      |      |      |      |      |      |      |      |

## Galerij

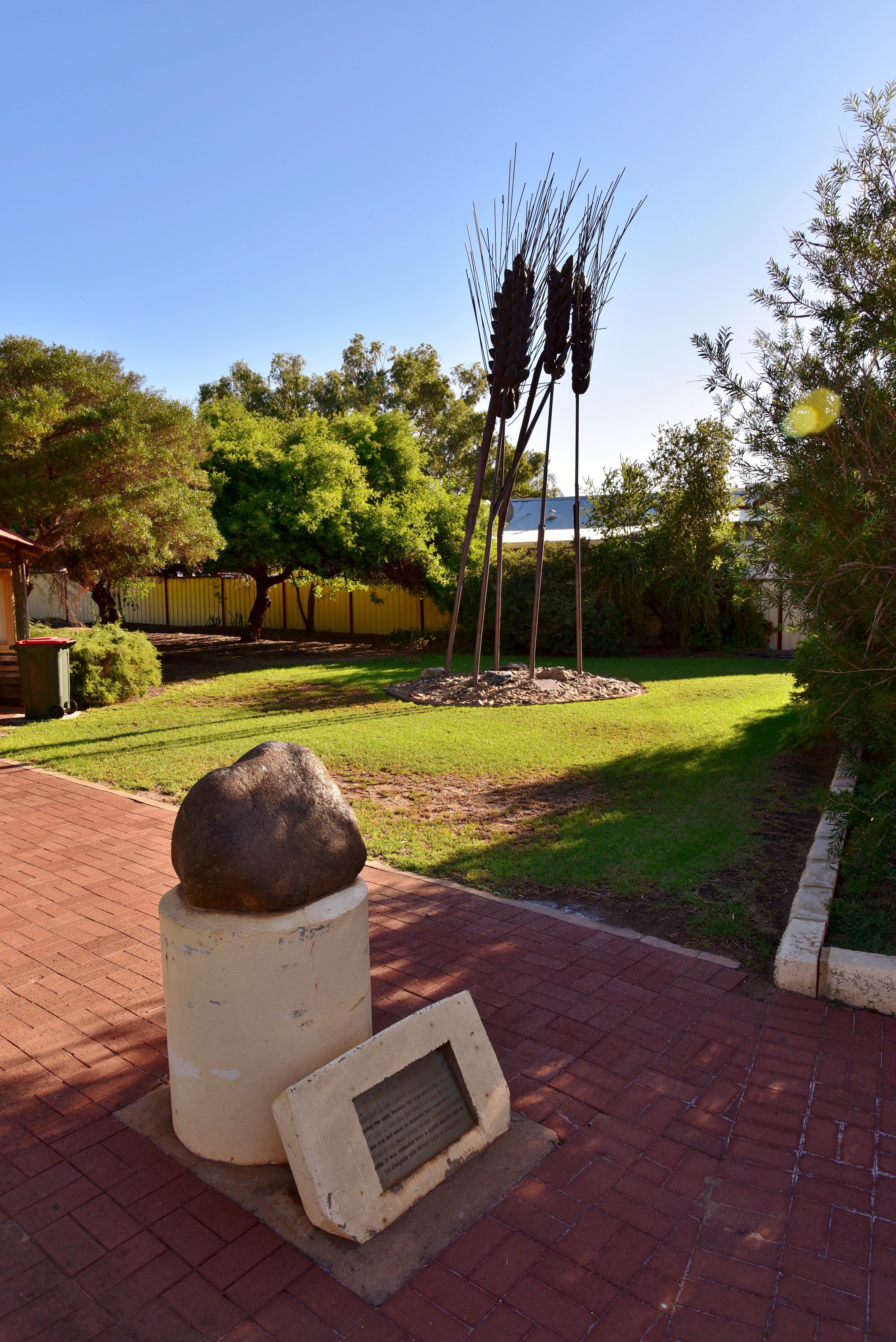
Cecil Newton Park
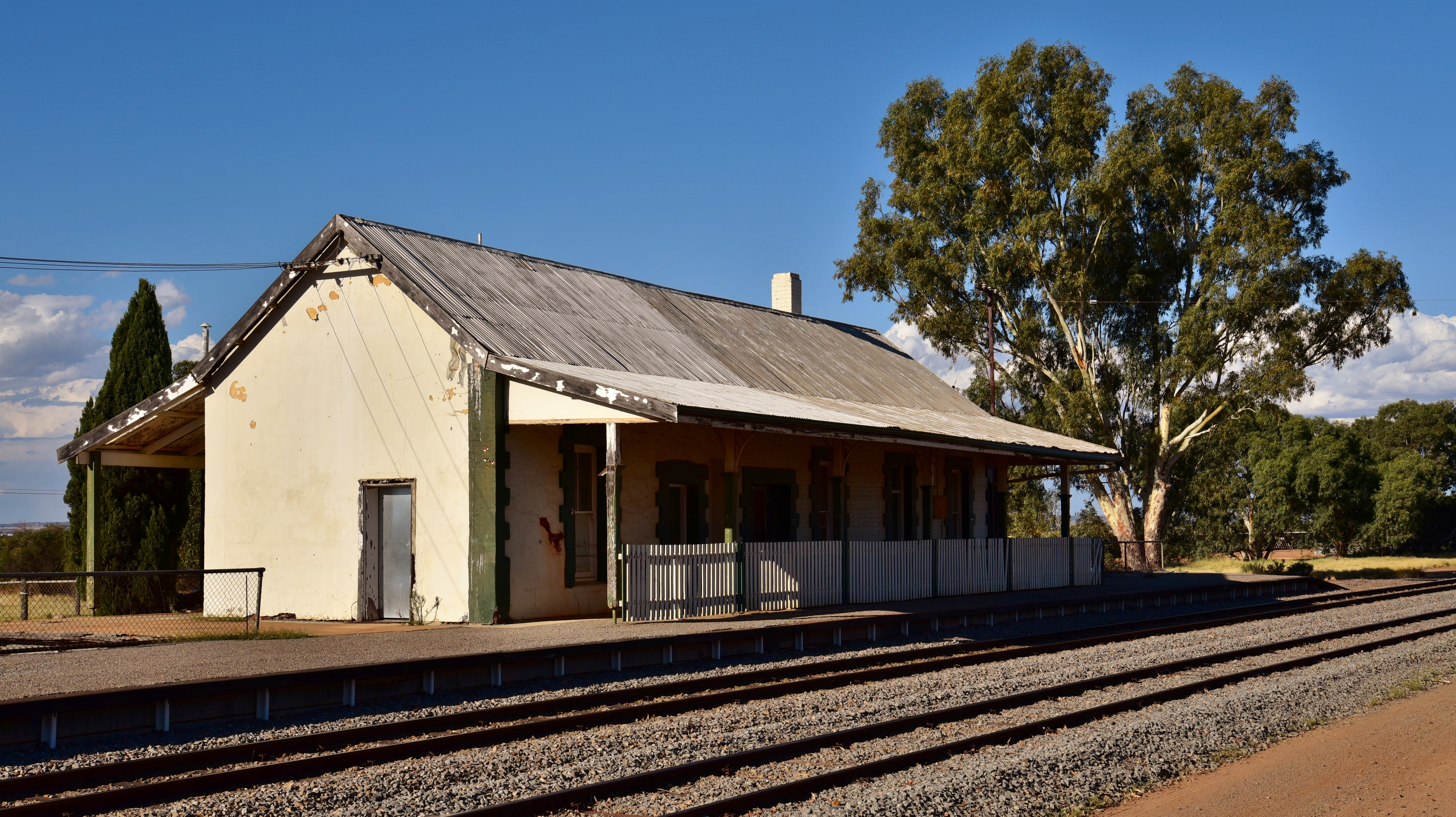
spoorwegstation
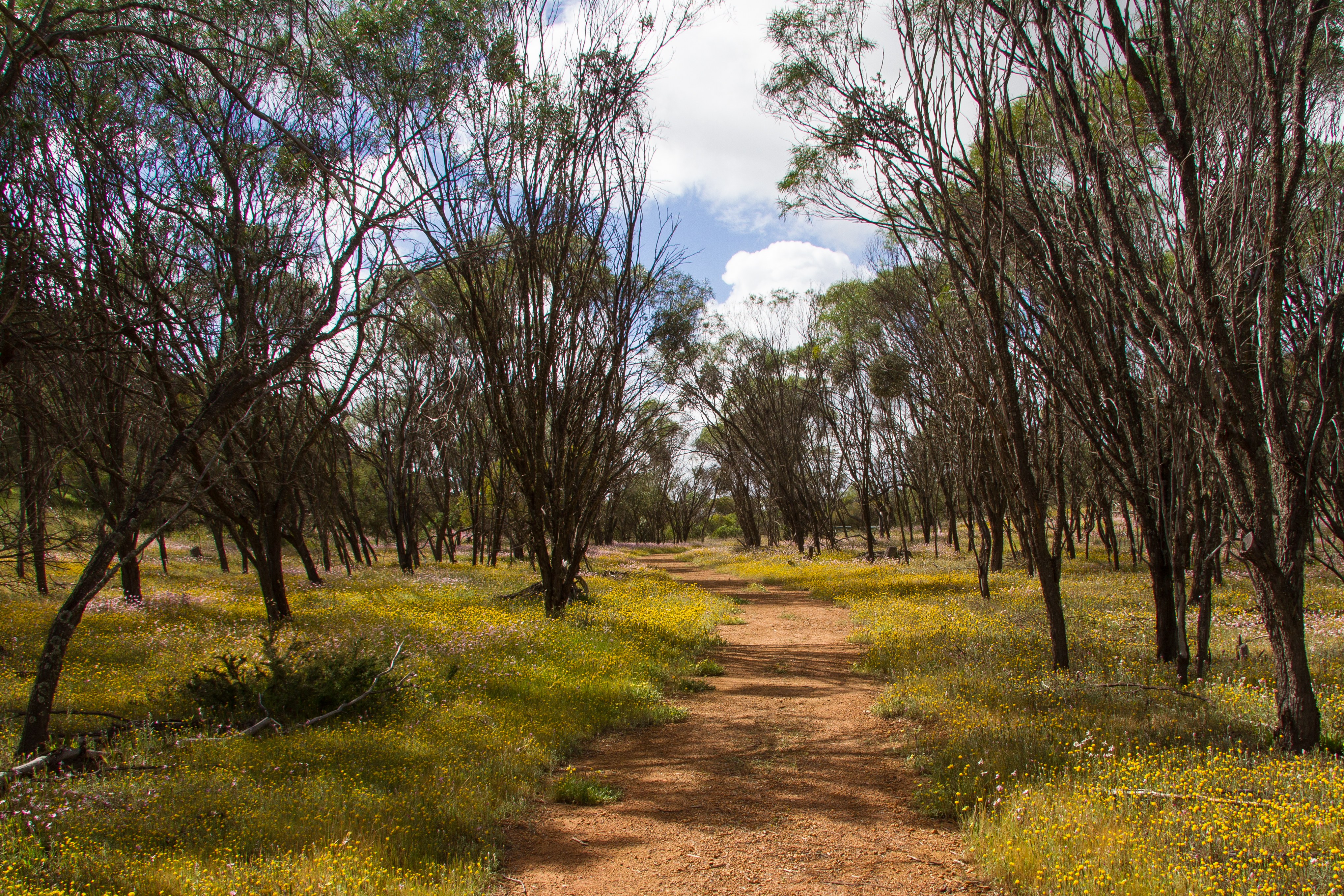
Coalseam Conservation Park
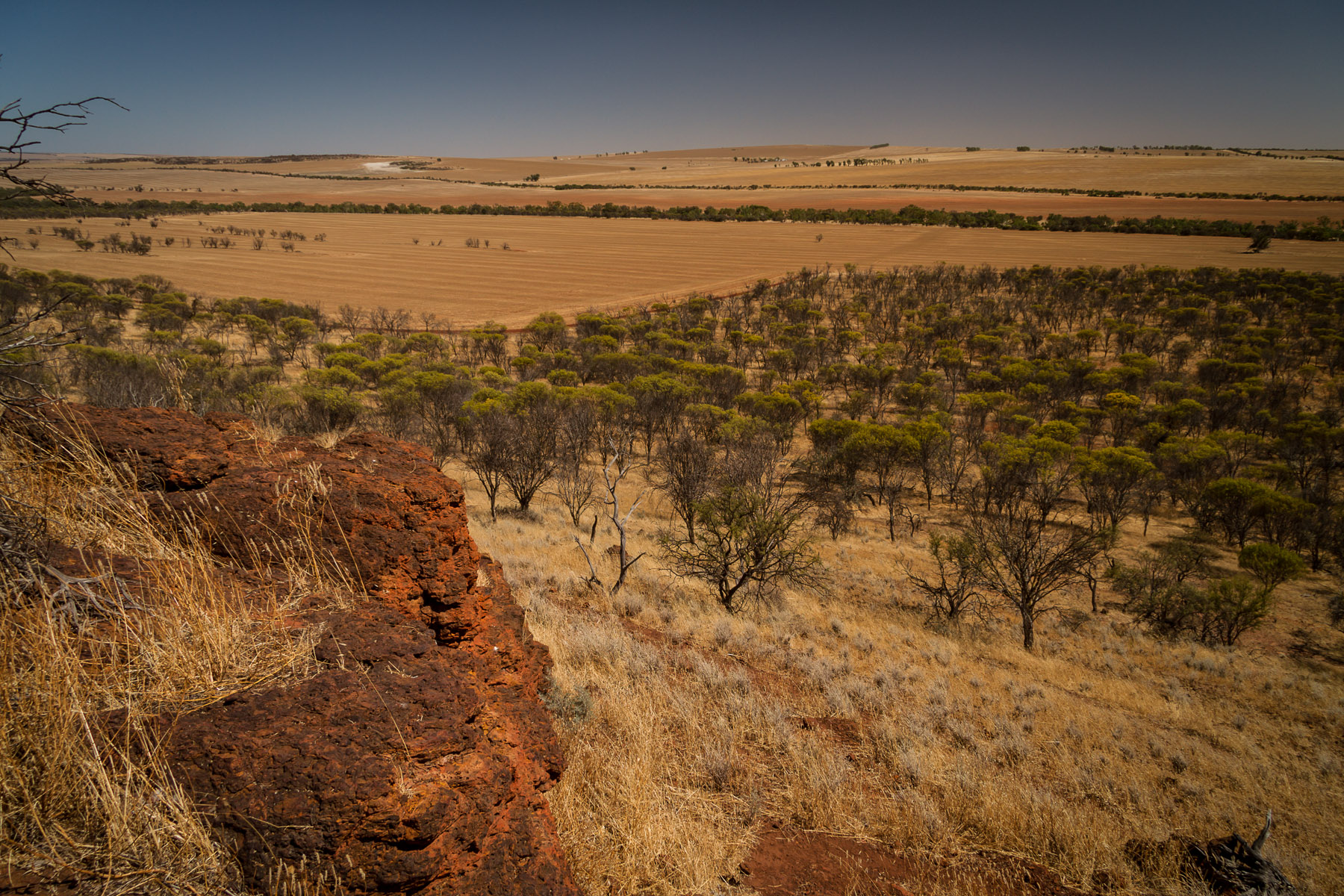
graanvelden
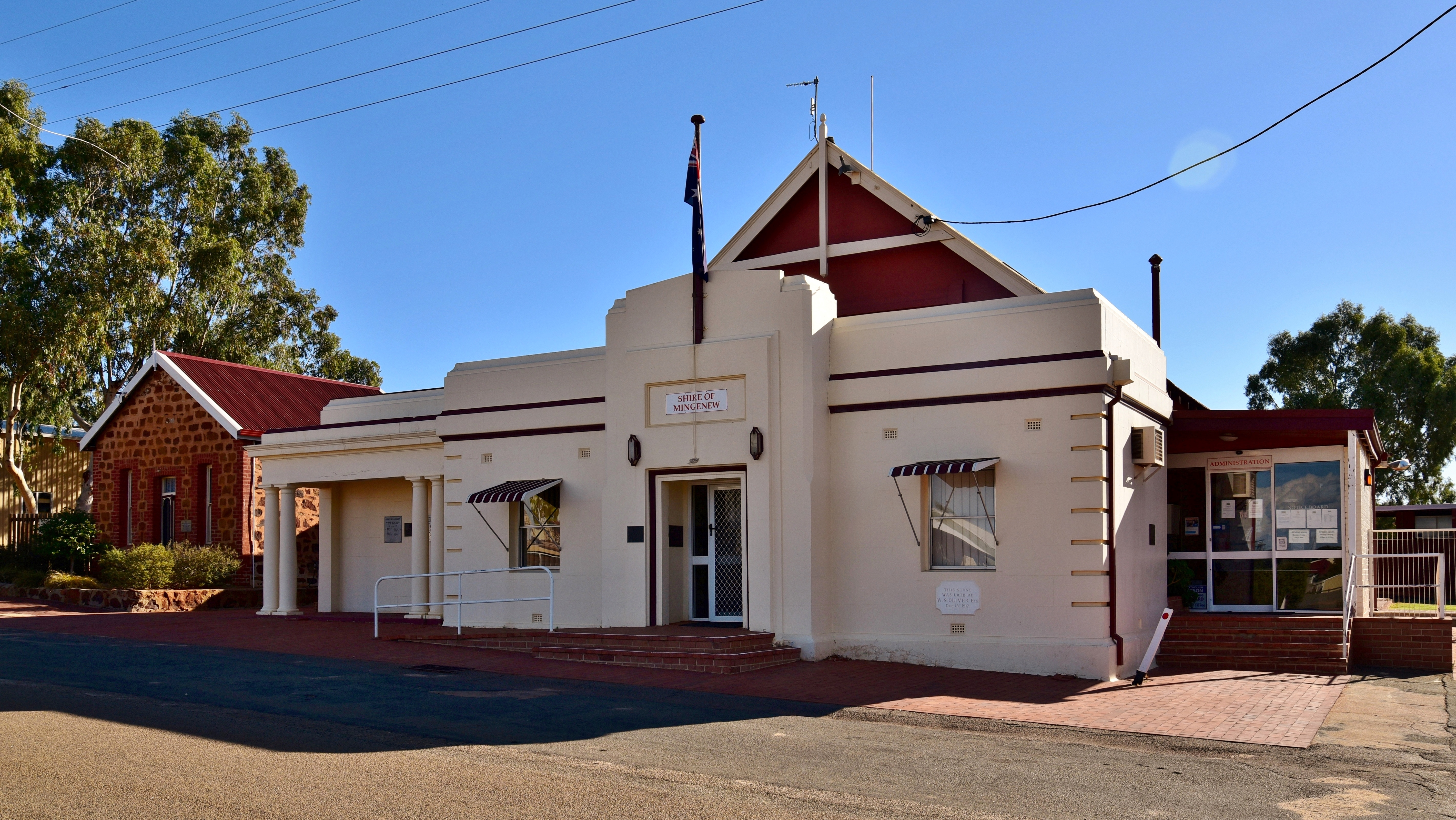
oud en nieuw gebouw Shire
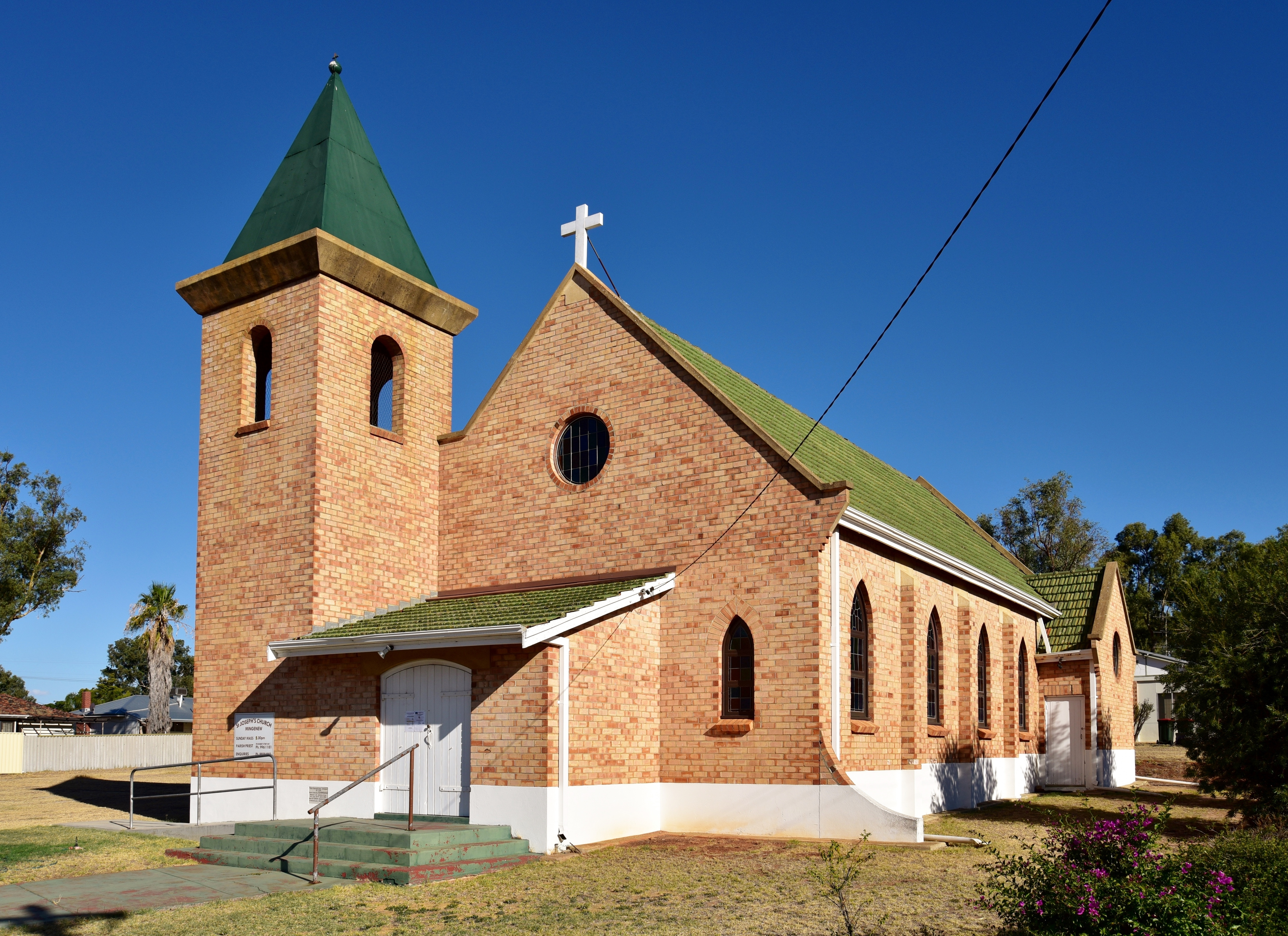
St Joseph's